# Villa Fontana
Villa Fontana é um município da província de Córdova, na Argentina.